# Peter Genyn
Peter Genyn, né le 24 décembre 1976 à Brasschaat, est un athlète belge spécialiste du sprint en fauteuil en catégorie T51 (atteinte totale des membres inférieurs, supérieurs et du tronc. L'atteinte aux mains rend difficile la transmission de force aux roues du fauteuil). Il est multi-médaillé aux jeux paralympiques et championnats du monde.

## Biographie
En 1990, Peter Genyn saute dans un étang peu profond et se brise le cou, ce qui a provoqué une tétraplégie.

## Carrière dans le sport

### Rugby-fauteuil
Peter Genyn a d'abord commencé le sport de haut niveau en rugby-fauteuil peu de temps après son accident et a été classé comme joueur à 1.5. Il a représenté la Belgique aux Jeux paralympiques d'été à Athènes en 2004, où l’équipe s’est classée sixième au classement général. En plus de son apparition aux Jeux paralympiques, Genyn a également fait partie de l'équipe de Belgique lors de deux championnats du monde IWRF, à Christchurch en 2006 (8e) et à Vancouver en 2010 (7e).
En 2009, il fait partie de l'équipe belge qui a battu la Suède en finale du Championnat d'Europe IWRF 2009. Genyn a suivi avec une deuxième apparition aux Jeux Paralympiques lorsque la Belgique s'est qualifiée pour Londres 2012 après avoir terminé troisième du Championnat d'Europe 2011. La carrière de Genyn en rugby en fauteuil roulant a pris fin en novembre 2013 après s'être cassé la jambe.

### Athlétisme
Genyn s'est tourné vers le sprint où il a participé à sa première compétition internationale majeure lorsqu'il a représenté la Belgique aux Championnats d'Europe d'IPC Athletics 2014 à Swansea. Il a participé à deux épreuves, les sprints de 100 et 400 mètres. Genyn a remporté deux médailles d'argent, battues par le Finlandais Toni Piispanen, un autre ancien joueur de rugby en fauteuil roulant.
L'année suivante, Genyn a de nouveau rencontré Piispanen aux Championnats du monde 2015 à Doha. Cette fois, Genyn a battu Pispanenen remportant l'or aux 100 et 400 mètres, établissant des records de championnat. En prévision des Jeux paralympiques de Rio, Genyn a participé aux Championnats d'Europe 2016 à Grosseto. Il a remporté l'or aux sprints de 100 et 400 mètres, établissant un nouveau record du monde de 1 min 18 s 09 au 400 m.
Lors des jeux paralympiques d'été de 2016, Genyn remporte la médaille d'or au 100 m ainsi qu'au 400 m T51. Un an plus tard, il défend avec succès ses titres aux 100 et 400 mètres des Championnats du monde 2017 à Londres.
Il remporte la médaille de bronze sur 200 m en classe T51 aux jeux paralympiques d'été de 2024 à Paris.